# Deize Tigrona
Deize Maria Gonçalves da Silva, mais conhecida como Deize Tigrona (Rio de Janeiro, 2 de Agosto de 1979) é uma cantora brasileira de funk carioca. Tornou-se nacionalmente conhecida em 2002 pelo sucesso "Injeção", produzida por DJ Marlboro e, posteriormente, sampleada pela cantora britânica M.I.A. na música "Bucky Done Gun", de seu álbum de estreia Arular. É considerada uma das mulheres precursoras do funk carioca no início dos anos 2000 junto com Tati Quebra Barraco e Valesca da Gaiola das Popozudas.

## Biografia
Nascida no bairro de São Conrado, na cidade do Rio de Janeiro, Deize trabalhava como doméstica, enquanto começou a cantar como MC nas noites cariocas em 2002, até sua carreira musical alcançar sucesso com a música "Injeção" em 2004. Mixada pelo DJ norte-americano Diplo, a faixa foi sampleada pela cantora inglesa M.I.A. no single "Bucky Done Gun", de 2005, fazendo Deize obter notoriedade internacional. Em 2006 a cantora fez uma série de shows na Europa, participando também do álbum Black Diamond, do grupo português Buraka Som Sistema, porém de volta ao Brasil acabou desistindo da carreira devido a dificuldade de projetar-se como artista independente sem gravadora ou empresário.
Em 2016, foi revelado na imprensa que Deize havia voltado a trabalhar como faxineira e gari. e estava morando na Cidade de Deus, comunidade do Rio de Janeiro. Em fevereiro de 2019, Deize foi relançada no programa televisivo Hora do Faro, da RecordTV, retomando a carreira musical no funk. Em outubro do mesmo ano, a cantora voltou a se apresentar na Europa, com shows em diversos países.

## Discografia

### Singles
Como artista principal
| Título                         | Ano  | Álbum                         |
| ------------------------------ | ---- | ----------------------------- |
| "Injeção"                      | 2004 | Não adicionado à nenhum álbum |
| "Miniatura de Lulu"            | 2005 | Não adicionado à nenhum álbum |
| "Bandida" (part. Diplo)        | 2005 | Man Recordings                |
| "Me Chinga" (part. Diplo)      | 2005 | Man Recordings                |
| "Prostituto" (part. Jaloo)     | 2012 | Não adicionado à nenhum álbum |
| "Madame"                       | 2016 | Não adicionado à nenhum álbum |
| "Vagabundo" (part. Badsista)   | 2019 | Não adicionado à nenhum álbum |
| "Sexo, Internet & Funk"        | 2020 | Não adicionado à nenhum álbum |
| "Joga Bunda" (com Soundsystem) | 2020 | Não adicionado à nenhum álbum |
| "Sadomasoquista"               | 2021 | Não adicionado à nenhum álbum |
| "Tudo" (com Daniel Haaksman)   | 2023 | Não adicionado à nenhum álbum |

Como artista convidada
| Título                                                 | Ano  | Álbum                         |
| ------------------------------------------------------ | ---- | ----------------------------- |
| "Hoje no Paredão" (Telefunksoul e part. Deize Tigrona) | 2018 | Não adicionado à nenhum álbum |
| "Odoyá" (Caetana part. Deize Tigrona)                  | 2020 | Não adicionado à nenhum álbum |

### Outras aparições
| Título                  | Ano  | Outros artistas            | Álbum                   |
| ----------------------- | ---- | -------------------------- | ----------------------- |
| "Sex-O-Matic"           | 2006 | Edu K                      | Frenétiko               |
| "Ela Tá na Festa"       | 2007 | Turbo Trio e Bonde do Rolê | Baile Bass'             |
| "Toca Pra Mim"          | 2008 | Jesse Rose                 | Funk Mundial            |
| "Tá com Medo de Mim?"   | 2008 | Oliver $                   | Funk Mundial            |
| "I Go to the Doctor"    | 2008 | Tetine e Bonde do Rolê     | Let Your X's Be Y's     |
| "Aqui Para Vocês"       | 2009 | Buraka Som Sistema         | Black Diamond           |
| "Eu Fumo"               | 2010 | Greymatter                 | Mind Over Matter        |
| "Tribal Amazônico"      | 2012 | Cumbia Cosmonauts          | Tropical Bass Station   |
| "Pa Pa Pa"              | 2014 | Bert on Beats              | The Tropical Club Night |
| "Pelo Amor de Deize"    | 2020 | Jup do Bairro              | Corpo Sem Juízo         |
| "Toca DJ" (com Larinhx) | 2021 | Larinhx                    | Eu Gosto de Garotas     |